# Sant Pere de Vilanova de Bellpuig
Sant Pere de Vilanova de Bellpuig és un monument del municipi de Vilanova de Bellpuig (Pla d'Urgell) inclòs en l'Inventari del Patrimoni Arquitectònic de Catalunya.

## Arquitectura
Església de carreus de pedra. Consta de tres naus i les cobertes són: volta de canó amb llunetes a la nau central, volta de canó a la lateral, sent d'aresta la coberta de l'entrada. La nau central està separada de les laterals per arcs de mig punt sense pilastres. Aquesta té quatre trams i tres vitralls a cada costat. El cor és als peus. La portada és quadrada i pel damunt s'obre una rosassa. Sobre les naus laterals hi ha dos contraforts.

## Història
Malgrat l'arxiu parroquial va desaparèixer durant la Guerra Civil, en la fàbrica del temple queden paleses les diferents èpoques constructives o de reforma. La primera construcció seria gòtica, de la qual encara en resta una part (l'arcada del mur nord). Fou reformada i ampliada al s. XVII, reforma a la qual pertany quasi tota l'estructura actual. La penúltima reforma la feu l'arquitecte J. Bonet, el 1949, construint de nou el cimbori i el campanar amb un material constructiu diferent al de la resta de la fàbrica. El 1990 es va reformar la façana dels peus, coronant-la amb una estructura triangular, la qual emmarca un medalló on hi són representades les claus de Sant Pere, patró de l'església.